# Haus Goldener Helm

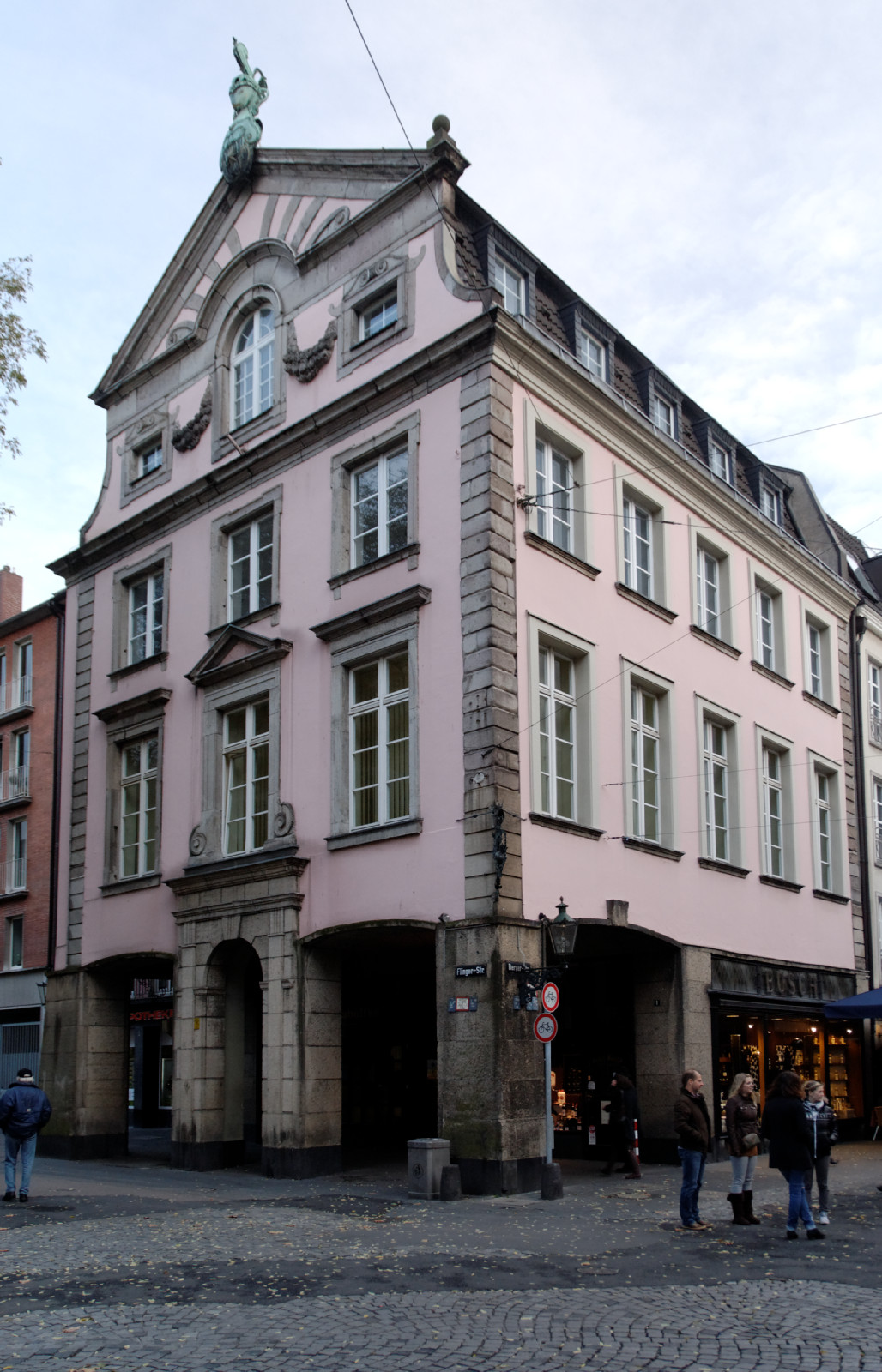
Haus Goldener Helm

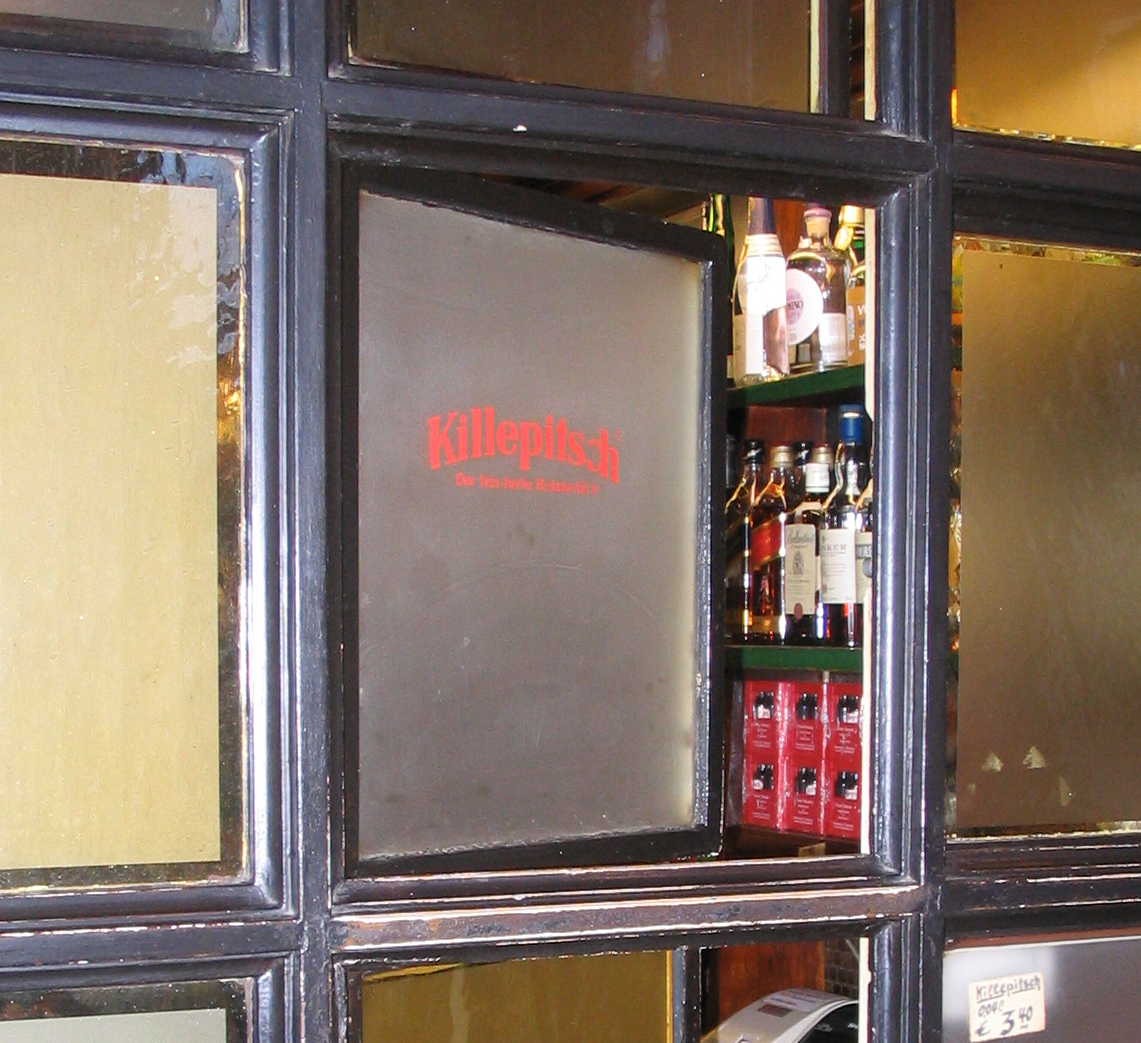
Killepitsch-Straßenverkauf

Das Haus Goldener Helm ist an der Flinger Straße 1 Ecke Berger Straße im Stadtteil Altstadt der nordrhein-westfälischen Landeshauptstadt Düsseldorf gelegen. Am 10. November 1983 wurde es in die Denkmalliste der Stadt in der Kategorie Wohn- und Siedlungsbauten in der Unterkategorie Barock eingetragen.

## Baubeschreibung
Die Bauzeit des Gebäudes wird unterschiedlich bewertet. Die Denkmalliste der Stadt datiert die Fassade auf das 18. Jahrhundert, wohingegen der Architekturführer für Düsseldorf als Bauzeit das 17. Jahrhundert angibt und für die Fassade den Zeitraum um 1700.
Die Fassade zeigt eine Eckquaderung. Die Mittelachse ist betont. Die Giebelform ist ungewöhnlich und zeigt einen „relativ kurzen, geschweiften Ansatz“ mit „flachem, dreieckigen Abschluss“. Dahinter befindet sich ein Mansarddach. Der barocke Giebel, auf dessen Spitze sich der namengebende, ehemals goldfarbene, jetzt grünspanfarbige Helm befindet, weist zur Flinger Straße.
1925 und 1932 wurde der Innenraum vollständig erneuert, im Jahr 1954 erfolgte die Rekonstruktion des Portals. Die Schaufensterfront auf der Flinger Straße ist unter einem Bogengang gelegen.

## Geschichte
Auf dem Grundstück wurde bereits für 1657 ein Gebäude an dieser Stelle mit dem Namen Der Goldene Helm angeführt. 1632 und 1663 führte hier der Kaufmann Jacob Engel ein Geschäft. Ende des 18. Jahrhunderts wohnte der bekannte Porträtmaler Godfried Schalcken im Goldenen Helm, nachdem Johann Wilhelm von der Pfalz ihn aus England nach Düsseldorf geholt hatte. 1704 besaß das Haus Wilhelm Eichholtz, 1738 bewohnte der Kaufhändler Hofstadt das Haus als Mieter. 1794 besaß das Haus die Witwe Hofmann, 1814 bewohnte es Gerhard Peill, der mit den beliebten Neuwieder überzinnten Eisen-, Gesundheits- und Küchengeschirren handelte. Bis 1890 bewohnte es Johann Baptist Madelrieu, der hier ein Regenschirm-Geschäft führte. Der Maler Wisling hatte auch eine Wohnung in dem Hause.
Seit 1955 besteht im Erdgeschoss ein Verkaufslokal der Likörfabrik Peter Busch sowie der populäre Killepitsch-Ausschank „Et Kabüffke“ („ein kleines dunkles Zimmer“). Das Haus Goldener Helm ist heute außerdem der Stammsitz der im Jahr 2002 gegründeten Internationalen Musikakademie Anton Rubinstein, Veranstalter des Internationalen Anton-Rubinstein-Wettbewerbs.
Gegenüber an Kreuzung gegenüber befindet sich die traditionsreiche Hausbrauerei Uerige.